# Over koetjes en kalfjes
Over koetjes en kalfjes is het 28ste stripverhaal van De Kiekeboes. De reeks wordt getekend door striptekenaar Merho.

## Verhaal
Dick Van Voren, eigenaar van de Plat Food-restaurants, heeft grootse plannen. Hij wil instant-voedsel maken en verkopen. Alle middelen zijn hem daarbij heilig: zwendel, omkoperij, kidnapping en zelfs poging tot moord. Via restauranthouder Kreuvett raakt Kiekeboe bij de zaak betrokken.